# Peixe-mexerica
O Peixe-mexerica (Etroplus maculatus) é uma pequena espécie de ciclídeo natural de água doce proveniente do sul da Índia e do arquipélago de Sri Lanka. A espécie é popular entre os aquaristas e frequentemente mantido em aquários. Chega a 8cm de comprimento quando adulto, possui um comportamento tranquilo para aquários comunitários.